# Kolbenbolzen

Kolbenbolzen, engl. Gudgeon pin

Der Kolbenbolzen ist ein Konstruktionselement in Kurbeltrieben zur Übertragung der Kräfte zwischen Kolben und Pleuel. In Verbrennungsmotoren und Verdichtern wirken Gas- und Massenkräfte auf den Bolzen. Im Allgemeinen wird zwischen Fasen- und Radiusbolzen unterschieden, auch kommen immer öfter masseerleichterte Kolbenbolzen zum Einsatz. Diese zeichnen sich durch eine verhältnismäßig übergroße Innenfase von Standardbolzen ab, ohne jedoch den hochbeanspruchten Mittelteil materialmäßig zu schwächen.
Der Kolbenbolzen ist zur Kraftübertragung schwimmend im Bolzenauge des Kolbens und des Pleuels gelagert. 
Je nach Maschinentyp übernehmen am Pleuel Nadellager oder Gleitlager die Kraftübertragung vom Bolzen auf das Pleuel. Seit etwa 2010 werden außer der Ölschmierung auch Beschichtungen aus amorphem Kohlenstoff genutzt, um die Reibung zwischen Kolbenbolzen und Pleuel oder dessen Lager zu minimieren. Damit kann auf eine Ölschmierung am Kolbenbolzen nahezu komplett verzichtet werden, und es bestehen durch diese kohlenstoffhaltige Beschichtung sehr gute Notlaufeigenschaften. Beidseitige Bolzensicherungen verhindern ein axiales Wandern, was besonders bei schlitzgesteuerten Zweitaktmotoren von besonderer Bedeutung ist. Die Sicherung kann dabei einseitig vom Kolben übernommen werden. In vielen kleineren Ottomotoren werden die Bolzen auch mittels einer Schrumpfspannung im Pleuel gehalten, so dass auf eine weitere Kolbenbolzensicherung verzichtet werden kann.
Als Material kommen für diese hochbelasteten Bauteile vorwiegend Einsatzstähle wie 16MnCr5 und 17Cr3 und unter Umständen ein Nitrierstahl in Frage. Im Rennsport oder in anderen Bereichen, die extreme Anforderungen stellen, haben sich auch andere Materialien bewährt. Ausgangsform ist ein Rohr, wobei die Abmessungen aufgrund der Massenkräfte so klein wie möglich gewählt werden. Die Teile werden mit sehr hohen Ansprüchen an die Genauigkeit bezüglich der Rundheit, Zylinderform und der Maßhaltigkeit des Außendurchmessers gefertigt. Die Länge ist größtenteils im Minus toleriert, das heißt, der Bolzen ist um wenige 1/10 mm kürzer als des Nennmaß. Somit wird ein Verklemmen durch die hohen thermischen Belastungen beim Verbrennungs- oder Kompressionsprozess vermieden. Die Außenflächen werden beim Härteprozess nur einsatz- oder oberflächengehärtet (die Härtetiefe beträgt nur wenige 1/10 mm bis maximal 2 mm), weil Kraftrichtungswechsel bei durchgehärteten Teilen zum sofortigen Materialbruch führen würden. Der Außendurchmesser wird nach dem Härteprozess durch geeignete Verfahren wie Schleifen mit anschließenden Läppen oder Honen auf das Nennmaß gebracht. Dabei müssen Toleranzen im Durchmesser je nach Größe und Einsatzzweck von wenigen 1/100 mm bis zu 1/1000 mm eingehalten werden, das betrifft auch die Rundheit und Zylinderform. Auch kleinste Beschädigungen im Bereich der Plan- oder Seitenflächen führen, wenn sie nicht bemerkt werden, trotz Montierbarkeit zu Beschädigungen am Kolben selber und bringen einen frühzeitigen Ausfall oder Verschleiß mit sich.